# Adrian Gantenbein
 (juin 2025).
Si vous disposez d'ouvrages ou d'articles de référence ou si vous connaissez des sites web de qualité traitant du thème abordé ici, merci de compléter l'article en donnant les références utiles à sa vérifiabilité et en les liant à la section « Notes et références ».
Adrian Tobias Gantenbein, né le 18 avril 2001 à Winterthour, est un footballeur suisse qui joue au poste d'arrière droit à Schalke 04.

## Biographie

### Jeunesse et formation
Adrian Gantenbein grandit à Hettlingen, petite ville au nord de Winterthour située dans le canton de Zurich. Il y commence le football à l'âge de sept ans avant de partir la saison suivante au FC Winterthour pour entamer sa formation.

### FC Winterthour
Il dispute son premier match avec les professionnels le 24 juillet 2020 en championnat face au FC Lausanne-Sport (victoire 1-2).
Lors de la saison 2021-2022, il décroche le titre de champion de Challenge League avec Winterthour, synonyme de retour en Super League après plusieurs décennies d’attente pour le club.
Durant ses quatre saisons et demi au FC Winterthour, il dispute au total cent-dix-neuf matchs et inscrit quatre buts.

### Schalke 04
Le 27 mai 2024, Adrian Gantenbein s’engage en faveur du club allemand de Schalke 04 et y signe un contrat jusqu’en 2028. L’indemnité de transfert est estimée à trois cent mille euros.
Malgré une blessure en début de saison, il s’impose rapidement dans l'effectif du club de Gelsenkirchen comptabilisant au total vingt apparitions en championnat pour un but et deux passes décisives.

### En sélection
Le 30 mai 2021, il obtient sa première sélection avec les Espoirs face à l'Irlande en remplaçant Silvan Wallner à la mi-temps (victoire 2-0).
En tout, il comptabilisera six sélections avec les Espoirs.

## Statistiques
| Saison                | Club                  | Championnat           | Championnat | Championnat | Coupe(s) nationale(s) | Coupe(s) nationale(s) | Total | Total |
| Saison                | Club                  | Division              | M.          | B.          | M.                    | B.                    | M.    | B.    |
| 2019-2020             | FC Winterthour        | Challenge League      | 2           | 0           | 1                     | 0                     | 3     | 0     |
| 2020-2021             | FC Winterthour        | Challenge League      | 31          | 1           | 3                     | 0                     | 34    | 1     |
| 2021-2022             | FC Winterthour        | Challenge League      | 19          | 0           | 1                     | 0                     | 20    | 0     |
| 2022-2023             | FC Winterthour        | Super League          | 23          | 0           | 2                     | 0                     | 25    | 0     |
| 2023-2024             | FC Winterthour        | Super League          | 32          | 3           | 5                     | 0                     | 37    | 3     |
| Sous-total            | Sous-total            | Sous-total            | 107         | 4           | 12                    | 0                     | 119   | 4     |
| 2024-2025             | Schalke 04            | 2. Bundesliga         | 20          | 1           | -                     | -                     | 20    | 1     |
| Total sur la carrière | Total sur la carrière | Total sur la carrière | 127         | 5           | 12                    | 0                     | 139   | 5     |

## Palmarès
Adrian Gantabein est sacré champion de Challenge League (deuxième division suisse) avec le FC Winterthour lors de la saison saison 2021-2022.